# PersonA〜オペラ座の怪人〜
『PersonA〜オペラ座の怪人〜』（ペルソナ オペラざのかいじん）は、美蕾から発売されている女性向け、18歳未満購入禁止の女性向け恋愛アドベンチャーゲーム。古典小説『オペラ座の怪人』を題材にした作品。

## 概要
2012年4月27日にWindows 2000/XP/Vista/7用に発売された。テキスト選択型アドベンチャーゲームで、特定の条件を満たすと、キャラクターの視点から見た物語を楽しむことができる。

## あらすじ
フランスのパリ・オペラ座の歌手を務めるクリスティーヌ・ダーエ。悩める彼女のもとに、5人の男たちが、彼女に声をかけた。

## 登場人物
クリスティーヌ・ダーエ ※名前変換可能
声：奏雨
本作の主人公であるオペラ座の歌手。20歳。
才能が伸び悩んでいたが、ある人物のレッスンを受け、だんだん上達していく。

### 攻略対象キャラクター
オペラ座の怪人
声：大石恵三
なかなか人前に姿を現さぬ、謎の仮面の男で、後にクリスティーヌの師となる人物。年齢不詳だが、ラウルやクリスティーヌと同年代程。
ラウル・ド・シャニー
声：空野太陽
フィリップの弟で、クリスティーヌの幼馴染。22歳。
フィリップ・ド・シャニー
声：青島刃
ノルマンディーの領主で、オペラ座の資金の提供も彼が行っている。35歳。
フィルマン・リシャール
声：桜ひろし
オペラ座に新しく来た支配人。28歳。優しそうに見えて、腹黒く冷酷で傲慢。
レミィ
声：先割れスプーン
リシャールの家の執事長兼彼の秘書を務める男性。25歳。必要最低限のことしか話さず、主人に忠実。

### サブキャラクター
リュカ
声：下田ヒロシとハッピーターンズ
レミィに命じられクリスティーヌについた使用人。オペラ座の見習い執事。レミィやリシャールの前では真面目に仕事をこなすフリをするが、いない所では明るくおどけたり毒舌を吐いたりする。
メグ・ジリー
声：美月
オペラ座のダンサー。クリスティーヌの先輩。新人のクリスティーヌに優しくアドバイスをしてくれたりする。明るくてサバサバした性格でなかなかの情報通。リュカとは喧嘩友達。
ダロガ
声：堀川忍
オペラ座をよく訪れるペルシャ人。リシャールのチェス仲間。怪人とは何かしら関係がある。
カルロッタ
声：由貴恵
オペラ座の団員の一人であるプライドの高い女性。27歳。自らの身体を利用してまでも野望を果たそうとリシャールに近づくが、レミィに路線変更した。クリスティーヌをいたぶっているため、メグやリュカからはあまり高評価を得ていない。
エレーヌ
声：桐谷華
フィリップの政略結婚の相手。
シャルル・モンシャルマン
オペラ座の設計者で、支配人の一人。怪人の脅迫により共同支配人であるポリニー氏が辞任したため、リシャールを呼び寄せた。リシャールの「経営に口出ししない」という要件を飲んだため、現在は名義上の支配人となっている。

## 予約特典
ドラマCD「おはようボイス/おやすみボイス」
出演：大石恵三、空野太陽、青島刃、桜ひろし、先割れスプーン、下田ヒロシとハッピーターンズ、堀川忍

## 店舗特典
公式通販
ドラマCD「誰にも渡さない（怪人vsフィリップ）」「狂気の薔薇（怪人vsリシャール）」
出演：大石恵三、青島刃、桜ひろし
アニメイト
ドラマCD「もっと深くまで（フィリップvsリシャール）」
出演：青島刃、桜ひろし
ステラワース
ドラマCD「貴女は私のもの（レミィ）」「クリームのように甘く……（フィリップ）」
出演：青島刃、先割れスプーン
ソフマップ
ドラマCD「隠し事（レミィvsラウル）」
出演：空野太陽、先割れスプーン
コミコミ
囁きボイスCD
出演：大石恵三、空野太陽、青島刃、桜ひろし、先割れスプーン
アリスNET
シチュエーションCD「何なりとお申し付けください（レミィ）」
出演：先割れスプーン